# Le Magasin des suicides (film, 2012)
Cet article concerne le film de Patrice Leconte. Pour le livre, voir Le Magasin des suicides.
Pour plus de détails, voir Fiche technique et Distribution.
Le Magasin des suicides est un long métrage d'animation musical franco-belgo-canadien réalisé par Patrice Leconte, sorti en France et en Belgique le 26 septembre 2012. Il s'agit d'une adaptation cinématographique du roman éponyme de l'écrivain français Jean Teulé, paru en 2007.

## Synopsis
À l'époque contemporaine, dans une ville, la vie est devenue si déprimante que le taux de suicide y est incroyablement élevé. Dans cet univers macabre et désespéré, une seule famille prospère : les Tuvache, qui tiennent le Magasin des suicides, une boutique où l'on peut trouver tous les accessoires nécessaires pour se tuer de toutes les façons possibles. Tout change à la naissance d'Alan, le fils cadet, dont la joie de vivre dérange fortement les habitudes de la famille…

## Personnages
- Alan Tuvache : garçon malicieux, bricoleur et un peu naïf, son seul but est d'encourager son entourage à voir la vie en rose, à commencer par sa famille. Aidé de sa bande d'amis, il multiplie les bêtises pour briser le train-train quotidien des habitants de sa ville. Son prénom est une référence au mathématicien britannique, Alan Turing, mort d'un suicide par empoisonnement.
- Marylin Tuvache : adolescente gothique, désinvolte et mal dans sa peau. Elle se passionne pourtant pour l'ésotérisme et la danse orientale. Après que son frère Alan lui a offert un beau cadeau d'anniversaire avec son argent de poche, elle retrouve goût à la vie et trouve même accidentellement un époux qui la comblera. Son nom est une référence à l'actrice américaine, Marilyn Monroe qui serait morte d'un suicide par overdose.
- Vincent Tuvache : adolescent mou et maladroit, voire un peu niais. Mais on apprend qu'il est bon cuisinier et qu'il a l'intention de devenir poète. Son nom est une référence au peintre néerlandais, Vincent van Gogh, mort d'un suicide par arme à feu.
- Lucrèce Tuvache : épouse de Mishima, copropriétaire du magasin des suicides. Femme maternelle mais autoritaire et obsédée par son devoir envers le magasin, Alan la fera s'adoucir. Son nom est une référence à la femme romaine, Lucrèce, morte d'un suicide par poignardage.
- Mishima Tuvache : vendeur et copropriétaire du magasin des suicides. Homme sec et autoritaire, maniéré et vénal, il tombe en dépression au cours du film à cause de son métier déprimant. Il a des pulsions infanticides, qu'il assouvit par le maniement du katana. Toutefois, son fils Alan finira par le faire rire pour la première fois de sa vie. Son nom fait référence à l'écrivain japonais, Yukio Mishima, mort d'un suicide par seppuku.
- Ernest le joli garçon : futur mari de Marylin, qui l'a rencontré par hasard alors qu'il voulait se suicider. D'origine bretonne, il affirme faire des crêpes délicieuses, dont il fait profiter toute sa belle-famille. Son nom fait référence à l'écrivain américain, Ernest Hemingway, mort d'un suicide par arme à feu.
- Le psychologue : médecin véreux à fort accent allemand. Mishima va le consulter ; il est diagnostiqué schizophrène.

## Fiche technique
- Titre : Le Magasin des suicides
- Réalisation : Patrice Leconte
- Scénario : Patrice Leconte, d'après le roman Le Magasin des suicides de Jean Teulé
- Création graphique et direction artistique : Régis Vidal, Florian Thouret
- Musique originale : Étienne Perruchon
- Production : Thomas Langmann, Emmanuel Montamat, Gilles Podesta, André Rouleau
- Sociétés de production : ARP Sélection, Caramel Film, Diabolo Films, Entre Chien et Loup, Kaibou Productions, La Petite Reine
- Distribution : ARP Sélection (France, sortie en salles)
- Pays d'origine :  France,  Canada,  Belgique
- Langue : français
- Budget : 11 610 000 euros[1]
- Format : couleur - Dolby Digital - 1,85:1 - numérique (projection en 35 mm) - son Dolby Digital
- Genre : animation, film musical, comédie
- Durée : 79 minutes
- Dates de sortie :
  - France : 26 septembre 2012[2]
  - Belgique : 3 octobre 2012[3]

## Distribution
- Bernard Alane : Mishima Tuvache
- Isabelle Spade : Lucrèce Tuvache
- Kacey Mottet Klein : Alan Tuvache
- Isabelle Giami : Marilyn Tuvache
- Laurent Gendron : Vincent Tuvache
- Pierre-François Martin-Laval : Ernest le joli garçon
- Éric Métayer : le psy, le SDF
- Jacques Mathou : monsieur Calmel, monsieur Dead for Two
- Juliette Poissonnier : madame Dead for Two, la femme
- Urbain Cancelier : le gynécologue, le neurasthénique
- Pascal Parmentier : l'oncle Dom, le prof de gym
- Edouard Pretet : David Mazelof, le désespéré
- Jean-Paul Comart : le sauveteur, le suicidaire du pont
- Nathalie Perrot : la petite dame 1
- Annick Alane : la petite dame âgée, la petite dame 2
- Philippe Du Janerand : le type fébrile, le mari
- Isabelle Petit-Jacques : la bourgeoise
- Mathis Lakehal, Jules Poisson, Simon Rosenfeld et Samuel Vidal : les copains d'Alan

## Production

### Animation
Le film emploie la technique du dessin animé traditionnel en deux dimensions.

### Production
Le réalisateur Patrice Leconte, connu pour ses comédies, annonce en juin 2009 son intention de réaliser un film d'animation adapté du roman de Jean Teulé Le Magasin des suicides. Il s'associe pour cela avec Arthur Qwak, coréalisateur du long métrage animé Chasseurs de dragons, au sein du studio Diabolo Films.

### Bande originale
La musique originale est d'Étienne Perruchon, et la bande originale du film a été distribuée chez PIAS Group en 2012.
1. Y'a d'la joie par Charles Trenet.
2. Tentative de suicide.
3. La Bonne solution.
4. Chanson des Tuvache.
5. Le Piéton rescapé.
6. La Naissance d'Alan.
7. Alan sourit.
8. Alan grandit.
9. Un enfant joyeux.
10. Death for two.
11. Le Sabotage.
12. Petit matin chez les Tuvache.
13. À mort la mort.
14. Les Parfums de la mort.
15. Les Clients hésitants.
16. Mr. Calmel.
17. La Mort de Mr Calmel.
18. Le Duo de Lucrèce et Mishima.
19. Alan fume.
20. Alan fume encore.
21. Sad birthday.
22. La Danse de Marilyn.
23. Mishima déprime.
24. Chez le psy.
25. Le Psy.
26. Les Enfants conspirateurs.
27. Les Bulles de bonheur.
28. Invasions de bulles.
29. Shake your body.
30. Le Désastre.
31. Le Joli garçon et Marilyn.
32. Fillicide run.
33. Vox face à face.
34. La Marche des fou-rires.
35. La Crêperie au bon vivant.
36. La Vie vaut mieux que la mort : final.
37. Vive Alan ! : générique fin.
38. La Valse des sourires.

## Accueil

### Projections
En mai 2012, Le Magasin des suicides est projeté pour la première fois dans le cadre du festival de Cannes 2012. En juin, le film est projeté en avant-première pour l'ouverture du Festival d'Annecy.

### Box office
En France, le film sort le 26 septembre 2012. Il réalise 125 124 entrées en première semaine, puis 75 223 en deuxième semaine, 46 425 en troisième semaine et 20 767 en quatrième semaine, cumulant 267 539 entrées en un mois d'exploitation.